# 공명규
공명규(1957년 10월 9일~)는 한국에 탱고를 전파한 무용수이다. 프로 골퍼, 태권도 사범으로서 활동하기도 하였다.

## 경력
1980년, 공명규는 태권도 사범으로 아르헨티나에 건너가 국가대표 선수를 지도하고 아르헨티나 육군사관학교 교관을 지냈다. 프로골퍼로도 입문해 아르헨티나 PGA 상금랭킹 6위에 들기도 했다.
공명규는 1996년 동양인으로는 최초로 탱고 마에스트로 호칭을 얻게 되었다. 이 호칭은 아마추어 무대에 설 수 있는 자격을 획득한 이후 경력과 실력을 쌓아 주변 무용수들에게 인정받을 때 부여되는 어려운 호칭으로, 동양인이 이를 부여받는 것은 주목받을 만한 일이었다.
1997년, 공명규는 아르헨티나에서의 안정된 생활을 뒤로 하고 한국으로 다시 입국하여 탱고를 전도하기 시작했다. 수십년이 지난 현재까지도 탱고 열풍의 선두에서 활약하고 있다.

## 연혁

### 1980년대
- 태권도 7단 및 쿵푸 7단
- 아르헨티나 대통령 경호실 국가대표 육군사관학교 연방경찰 태권도 교관('80)
- 포클랜드전쟁 참전(까르델 대통령으로부터 표창 수상)('81)
- 에콰도르 국가대표 태권도 감독 역임('83)

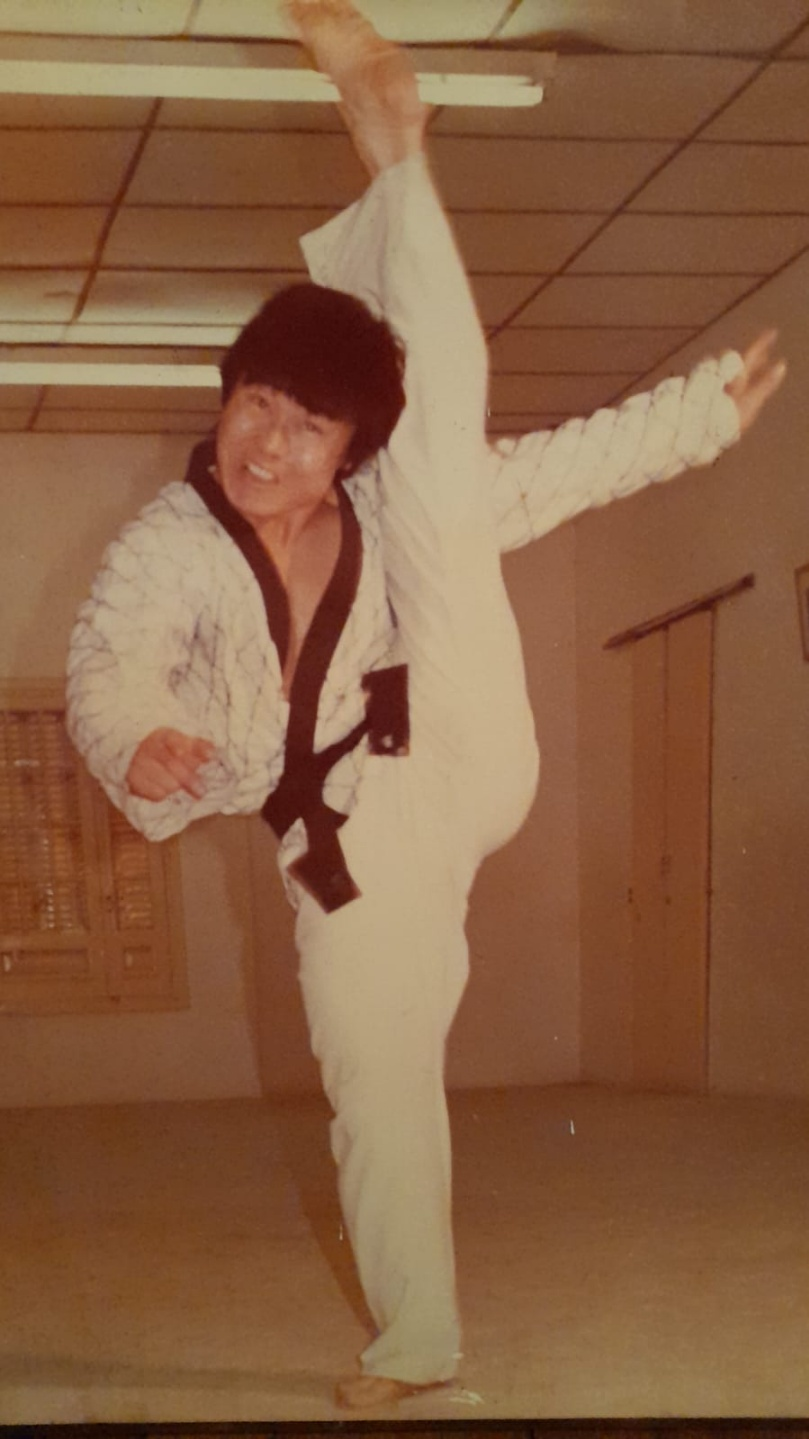
태권도 사범

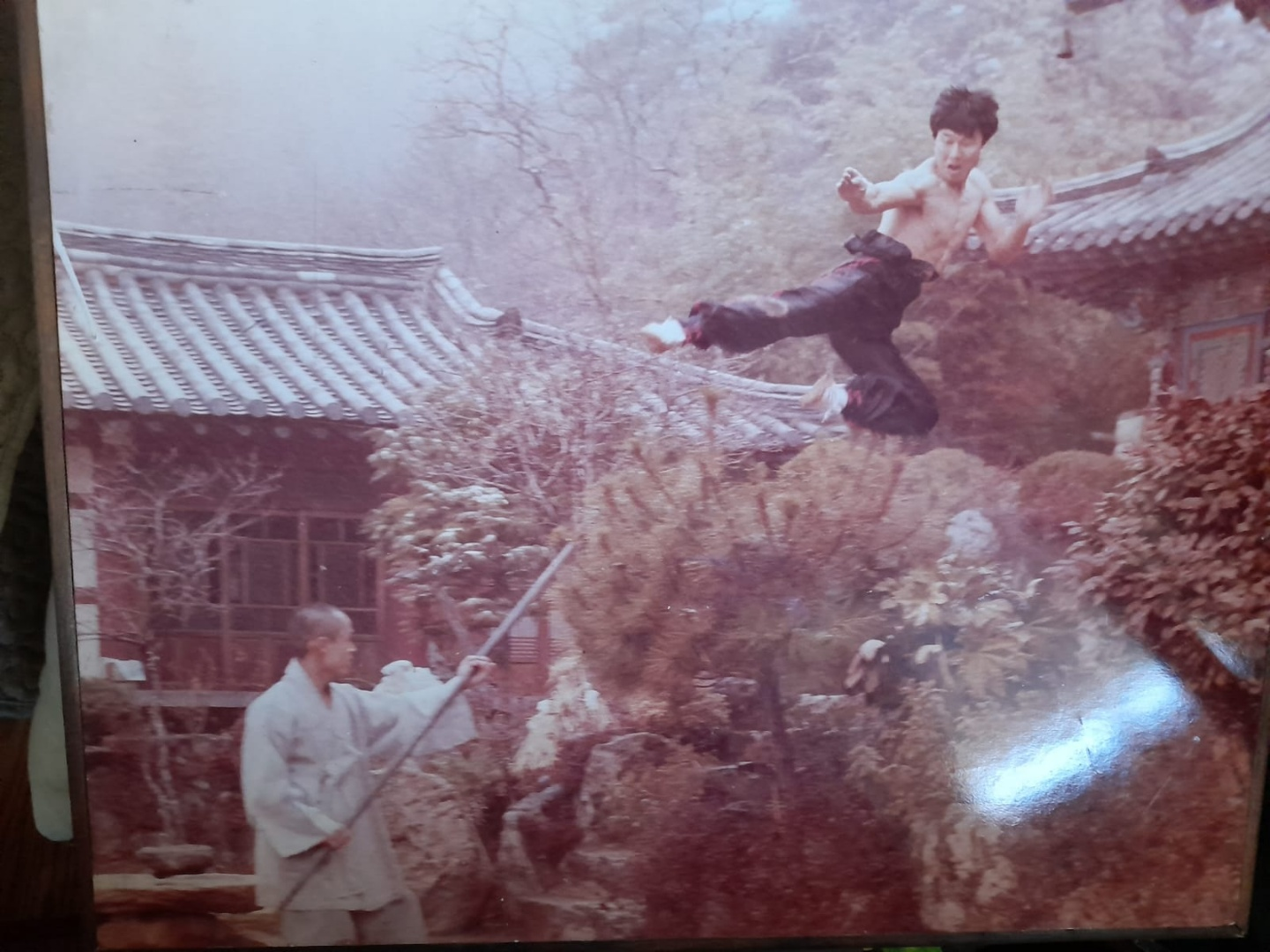
쿵푸 수련

- 제6회 덴마크 세계 태권도 선수권 대회 감독역임('83)
- 아르헨티나 체육협회에서 수상하는 표창장 3회 수여('86)
- 중남미 아마추어 골프 선수권대회 최우수상(3년 연속 수상 '86,'87,'88)
- 동양인 최초로 아르헨티나 골프 프로 자격증 획득(PGA tour선수로 활동)
- 미국 프로골프 유학 및 PGA TOUR 선수로 활동('89)

### 1990년대
- 동양인 최초로 아르헨티나 탱고 마에스트로 칭호('96)

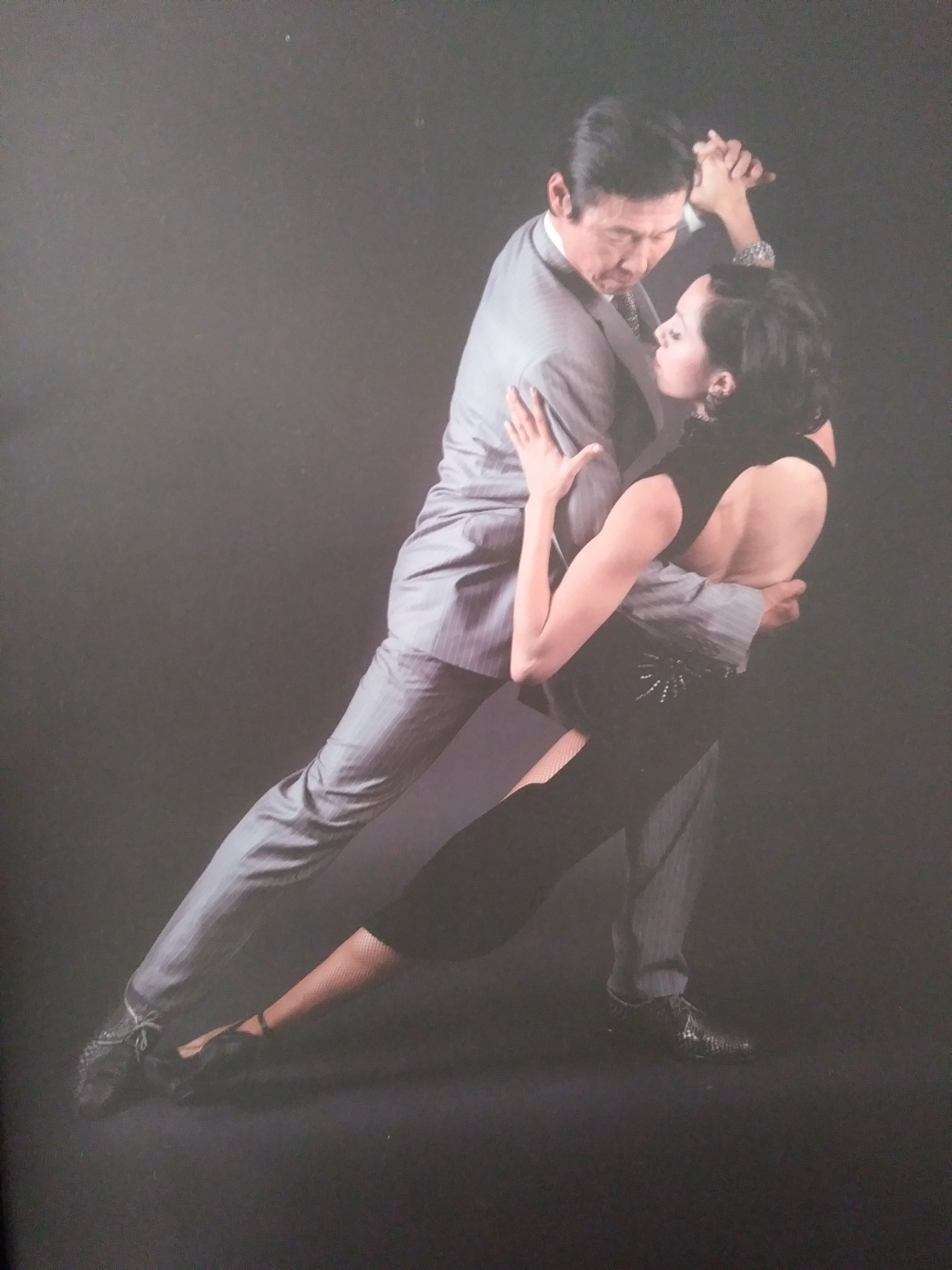
탱고 마에스트로 공명규

### 2000년대
- 아르헨티나 세계3대공연장인 세르반테스 공연장에서 동양인 최초로 공연('04)
- KBS2의 인간극장 ‘공명규 의 탱고 아리랑 5부작’ 출연’('04 11월)[1]
- 아르헨티나 홍보대사 위촉('06)[2]
- 전경련 IMI최고 글로벌경영자 과정 수료('06)
- 전경련 제2기 문화예술최고위과정 수료('08)
- 김동건의 한국. 한국인 '탱고 외교관-공명규'편 출연('09)
- SBS 스타킹 출연 외 다수('09)[3]

### 2010년대
- W.PGA 프로골퍼 자격 획득('11)
- 국내 탱고 저변확대를 위한 다수의 활동 전개
- 사단법인 한국아르헨티나 탱고 문화교류협회 창단 및 이사장 취임('19 10월 19일)
- 아르헨티나 골프협회 종신제 이사 취임 ('18 5월 4일)[4]

### 공연 및 방송
- 2007년 아르헨티나 오리지널 탱고 내한공연 FEVER TANGO

공명규는 아르헨티나 정통 탱고를 한국에 알린 10주년을 기념하여 탱고 공연 'Fever Tango'를 제작했다. 한국인 무용수가 아르헨티나 최고의 현지 무용수들과 연주단을 조직하여 정통 탱고 공연을 제작하는 것은 이례적이다. 이를 위해 아르헨티나 내에서 탱고로 아티스트 반열에 오른 11인의 무용수들과 6인의 뮤지션이 공명규의 출연 제의에 응했다. 세계 최초로 한국인이 연출과 제작을 담당하는 'Fever Tango'는 공명규가 직접 작품의 기획, 연출, 출연을 담당하였으며 고양 아람누리 아람극장 외 다수의 장소에서 공연하였다.
- 2007년 대전 KBS초청 <공명규의 피버탱고> 공연
- 2007년 12월 KBS중계석 <공명규의 피버탱고> 방영
- 2008년 9월 대한민국 건국 60주년 기념 세계아티스트 10인 국회의사당 초청공연 출연
- 2009년 아르헨티나 오리지널 탱고 내한공연 FEVER TANGO 2 공연